# Coup d'État de 1976 au Burundi
Le coup d'État de 1976 au Burundi est un coup d'État militaire sans effusion de sang qui a lieu au Burundi le 1er novembre 1976. Une faction de l'armée, dirigée par l'adjoint du chef d'état-major Jean-Baptiste Bagaza, renverse le président Michel Micombero. Bagaza forme alors le Conseil suprême de la révolution, composé de 30 membres, pour prendre le pouvoir, suspend la constitution du pays et est investi président le 10 novembre 1976'.
Micombero est d'abord arrêté mais il est ensuite autorisé à quitter le pays et part en exil en Somalie (alors République démocratique somalienne sous le régime de Siad Barre) où il meurt en 1983.

## Conséquences

### Régime de Bagaza

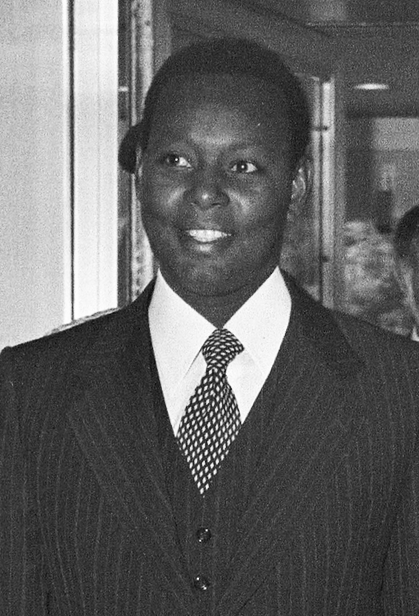
Jean-Baptiste Bagaza, qui prend le pouvoir lors du coup d'État, photographié en 1978.

Après son arrivée au pouvoir, Jean-Baptiste Bagaza tente d'apaiser les tensions interethniques et intraethniques entre Hutus et Tutsis par une série de mesures de libéralisation. En 1977, Bagaza rétablit le Burundi sous un régime civil et les Hutus sont intégrés au gouvernement. Une campagne de lutte contre la corruption est lancée, et le gouvernement lance finalement un programme limité de réforme agraire'.
En novembre 1981, une nouvelle constitution est approuvée par référendum (en), mais le Burundi reste un État à parti unique dirigé par l'Union pour le progrès national (UPRONA)'.
Conformément à la Constitution, les élections pour l'Assemblée nationale (en) ont lieu le 22 octobre 1982, et le 31 août 1984. Jean-Baptiste Bagaza est élu président (en) avec 99,6 % des voix, étant le seul candidat à la présidence du pays'. Cependant, les réformes sont de nature cosmétique, l'État est toujours dominé par l'UPRONA et l'armée, qui servent en général d'instruments de domination politique et économique du clan Hima-Tutsi, basé à Bururi (Bagaza est originaire de la province du même nom), tandis que la plupart des Hutus resent marginalisés et privés de leurs droits.
Pour organiser la résistance contre le régime tutsi, les réfugiés hutus de la République démocratique du Congo voisine (alors le Zaïre sous le régime de Mobutu Sese Seko) fondent le Parti pour la libération du peuple hutu (PALIPEHUTU) en avril 1980. Durant cette période, les Tutsis ont un accès exclusif à l’éducation et au travail dans les organismes gouvernementaux.
En centralisant toutes les décisions et la diffusion de l'information, l'État entre en conflit avec l'Église catholique romaine. Celle-ci fournit des moyens alternatifs d'accès aux soins de santé, à l'éducation et à la mobilité sociale aux populations contrôlées par les Tutsis, ce qui lui vaut d'être accusée de "soutenir la résistance hutue". Ce conflit culmine avec l’expulsion des missionnaires et la nationalisation des écoles catholiques en 1985.

### Crise du régime et renversement de Bagaza
L'incapacité des autorités à mener des réformes politiques, économiques et sociales significatives et la persécution de l'Église catholique par l'État conduisent à une augmentation de la dissidence, qui, à partir de 1984, est réprimée avec des manifestations de plus en plus violentes à travers l'arrestation et la torture d'opposants au gouvernement'.
Les premières années de la présidence de Bagaza sont marquées par d'importants investissements publics financés par des emprunts étrangers. Ces investissements, destinés à créer de nouvelles sources de revenus et à attirer les faveurs de l'élite tutsie de Bururi, et non à atteindre des objectifs de développement économique, ne sont pas viables à long terme. Pour rembourser la dette extérieure, les autorités imposent des impôts élevés, qui pesent lourdement sur la population'.
La détérioration de la situation des droits de l'homme conduit à un conflit avec les principaux donateurs étrangers du Burundi, en particulier la Belgique et la France, qui commencent à faire pression sur le gouvernement pour qu'il mette en œuvre des réformes significatives, en retenant l'aide, qui représente 50 % des dépenses publiques'.
En 1986, la situation économique du pays s'est tellement détériorée que Bagaza est contraint d'accepter un programme d'ajustement structurel imposé par le FMI et la Banque mondiale, qui comprend des réductions massives des dépenses militaires et gouvernementales'.
De telles mesures s'avèrent désastreuses pour Bagaza, car l'élite et l'armée tutsie n'approuvent pas la perte d'emplois, de revenus et de favoritisme. Il est par la suite renversé le 3 septembre 1987 par un coup d'État militaire (en) sans effusion de sang', dirigé par le major Pierre Buyoya'.